# Cimenterie Vicat du Genevrey
L'ancienne cimenterie Vicat du Genevrey, située dans la commune française de Vif, en Isère, était la toute première usine de ciment construite par Joseph Vicat (fils de Louis Vicat) en 1857, quatre ans après la création des premiers fours-biberons, en 1853,.
Délaissée au profit des usines Vicat de Saint-Égrève et de Voreppe dans les années 1970, l'actuel lieu de cette cimenterie n'est plus qu'une friche industrielle interdite d'accès.

## Situation
Le site de l'ancienne cimenterie Vicat est établi en Isère, au cœur de la vallée de la Gresse, dans la ville de Vif et plus précisément dans le hameau du Genevrey (ou Genevray), à une vingtaine de kilomètres à vol d'oiseau au sud de Grenoble.
La friche industrielle se trouve sur les rives est de la Gresse, qui la séparent de la commune du Gua.

## Histoire

### L'industrie du ciment dans la vallée de la Gresse

#### Contexte
La « ruée vers l'or gris » prit de l'ampleur dans la vallée de la Gresse surtout à partir des années 1850, durant lesquelles de nombreux hommes industriels vinrent s'implanter dans la région pour fabriquer du ciment à partir des roches de calcaire et d'argile que l'on peut trouver en grand nombre sur les coteaux de la montagne d'Uriol et, plus largement, du Vercors. Parmi tous ces cimentiers, on put retrouver Rostan et Berthelot, Calvat, Guingat, Moreau Pétrequin, Meurgey, Porteret, Dumoulin, Arnaud et Carrière, Ferrary et Mazet…,,. Certains d'entre eux n'avaient même, jusqu'à ce que le ciment de la Porte de France soit renommé, jamais encore fabriqué de ciment.
Le grand nombre d'entreprises différentes provoque une guerre incessante dans la vallée où l'on se bat pour utiliser les eaux des rivières et ruisseaux ou pour garder les sites d'extractions. Par exemple, en 1860, Rostan et Berthelot font monter par leurs travaux le niveau de la Gresse et inondent une partie des installations de la cimenterie Vicat au Genevrey. En 1865, Meurgey, Porteret et Guingat rachètent Dumoulin et son usine aux Garcins. 
Si entre 1850 et 1860 il n'y avait pas moins de quatre centres de fabrication différents dans la région, la plupart de ces cimentiers furent rachetés au fil du temps par les sociétés Vicat et Berthelot, qui finirent par demeurer les deux seules sociétés de ciment de la vallée en 1880.  

#### Carrières et extractions

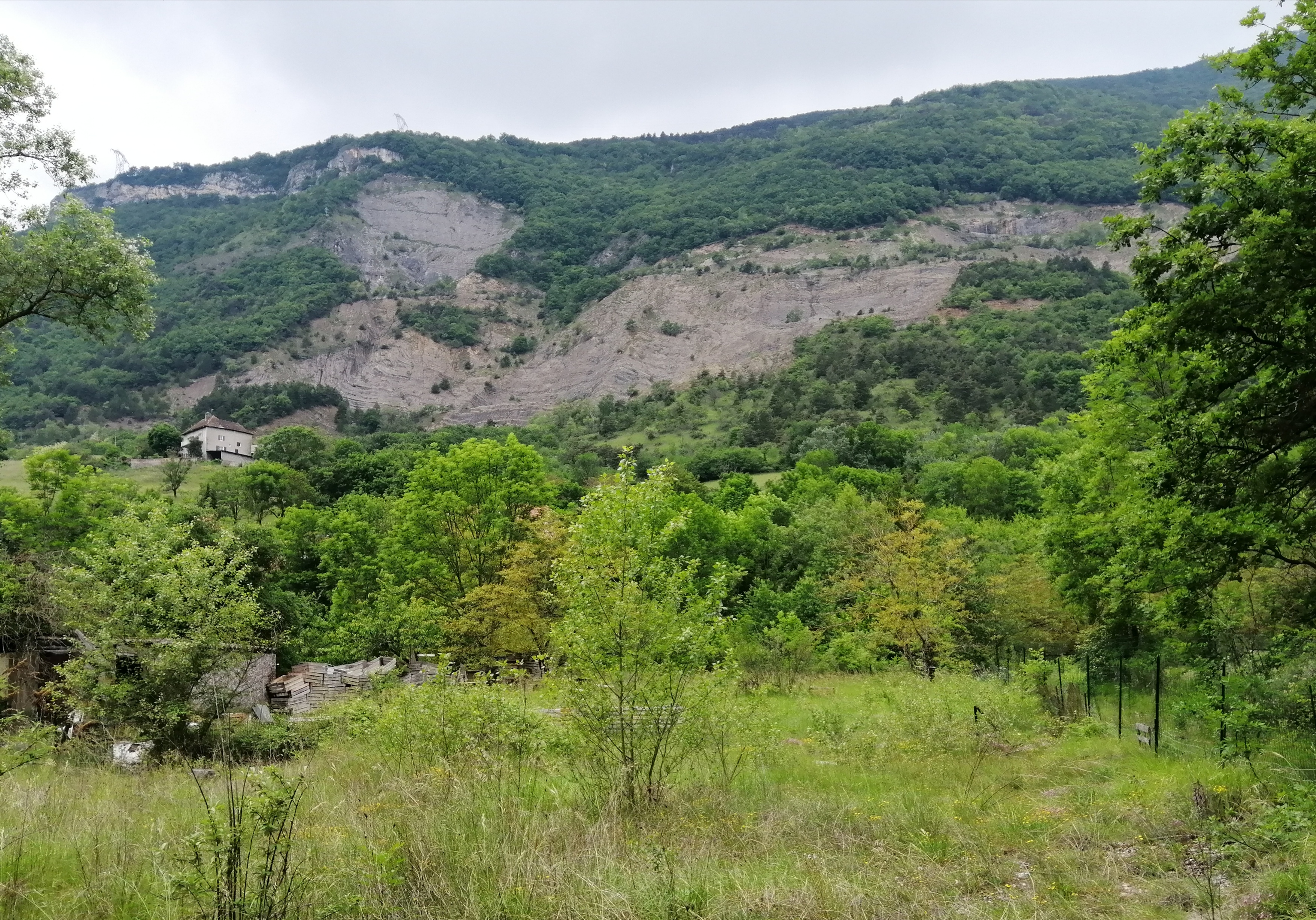
Les anciennes carrières de Champrond sur les coteaux est de la montagne d'Uriol.

L'extraction des pierres et la fabrication du ciment se faisaient majoritairement sur les communes de Vif et du Gua. 
La montagne d'Uriol était l'endroit le plus exploité de la vallée, avec par exemple les carrières de Champrond (Le Gua), les fours à chaux installés sur les coteaux d'Uriol, les sorties des tunnels d'extraction situés aux lieudits du Breuil et de La Grange (Vif)…
Des dépôts ont été édifiés près de ces lieux d'extraction, comme les dépôts Vicat dans le quartier des Garcins de Vif.
Aujourd'hui, toutes les carrières et zones d'extractions ont été laissées à l'abandon, hormis celles de Champrond qui ont été transformé en site d'escalade et qui accueillent aussi un centre de sauvegarde de la Faune Sauvage : le Tichodrome.

#### Transport du ciment

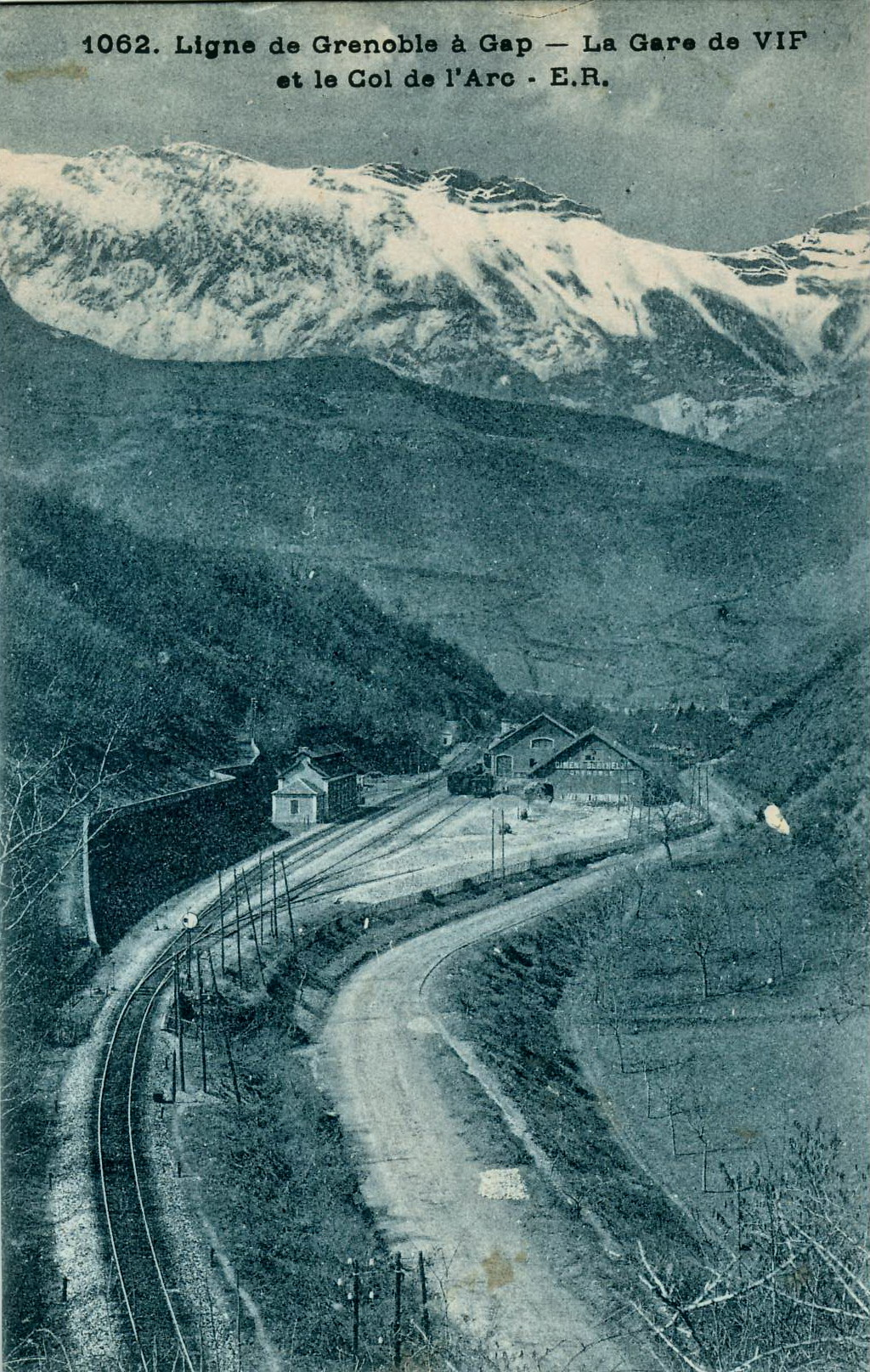
La gare de Vif.

Pour transporter les roches de calcaire et d'argile jusqu'aux usines, les cimentiers employaient des tombereaux, puis des télébennes. Dans le quartier des Garcins, on va même jusqu'à édifier le « Pont des cimentiers » au-dessus de la Gresse en 1890 pour relier le dépôt des Garcins aux zones d'extraction sur la montagne d'Uriol. 
Pour exporter ensuite les sacs de ciment qui sortaient des différentes cimenteries, on les emmenait jusqu'à la gare de Vif où ils étaient emportés en train jusqu'à Grenoble. C'est en grande partie pour cette raison que de nombreux cimentiers approuvèrent ce projet de construction de gare par la Compagnie des chemins de fer de Paris à Lyon et à la Méditerranée (PLM) en 1869 : une gare ferroviaire dans la vallée de la Gresse leur permettrait un transport rapide, économique et pratique du ciment. L'inauguration de la gare en 1876 fut donc un très grand avantage pour les sociétés de la vallée.

#### Bénéfices de l'industrie cimentière
En 1874, tous les cimentiers connus sont regroupés dans un comptoir de vente qui porte le nom de « Société Générale du ciment de Grenoble ». 36 % des bénéfices vont à Calvat et Moreau Pétrequin, 36 % à Meurgey, Portet et Guingat, 28 % à Berthelot (qui avait alors la plus faible production avec 2 800 tonnes par an, mais qui montera jusqu'à 97 000 tonnes en 1880).

### Historique de la cimenterie Vicat

#### Les origines (XIXesiècle)
La première cimenterie de ce qui deviendrait la Société des Ciments Vicat, elle, vit le jour avec la construction de six premiers fours-biberons sur un terrain voisin au hameau du Genevrey par Joseph Vicat, dans le but de pratiquer les premiers essais de fabrication du ciment artificiel. Cinq ans après l'édification de ces fours, en février 1857, la première usine est établie et permet ainsi de lancer la fabrication industrielle du ciment, faisant du Genevray la véritable « Mecque du ciment ». À cette époque, le calcaire est principalement extrait de la carrière de Champrond et transporté dans des tombereaux jusqu'à l'usine du Genevrey,.
En 1865, l'usine du Genevrey était composée de silos, de bâtiment de bluterie pour la chaux, d'une série de 14 fours-biberons, de hangars et d'ateliers pour la fabrication de carreaux, d'une machine à broyer. 
En 1867, Joseph Vicat fonde la société de nom collectif Joseph Vicat & Cie,. 
En 1871 sont construits 4 nouveaux fours ainsi qu'un mur canal sur la rive droite du torrent de la Gresse pour que les huit moulins affrétés à l'usine puissent employer ses eaux plus aisément,.
En 1882, une nouvelle usine est bâtie au même endroit et permet la double cuisson : 170 hommes y travaillent alors, ainsi que 12 femmes qui s'attèlent au raccommodage des sacs en toile de jute (servant au transport du ciment) dans un bâtiment dit de la « Sâcherie », sur les bords de la Gresse,.

#### Les essors et le déclin (XXesiècle)

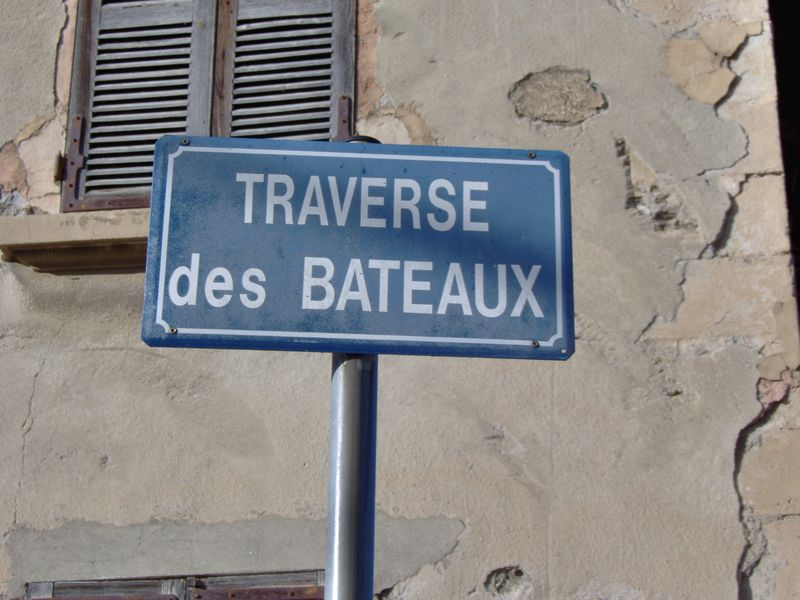
Plaque de rue de la Traverse des Bateaux.

En 1909, les fours-biberons sont abandonnés au profit de deux fours plus modernes.

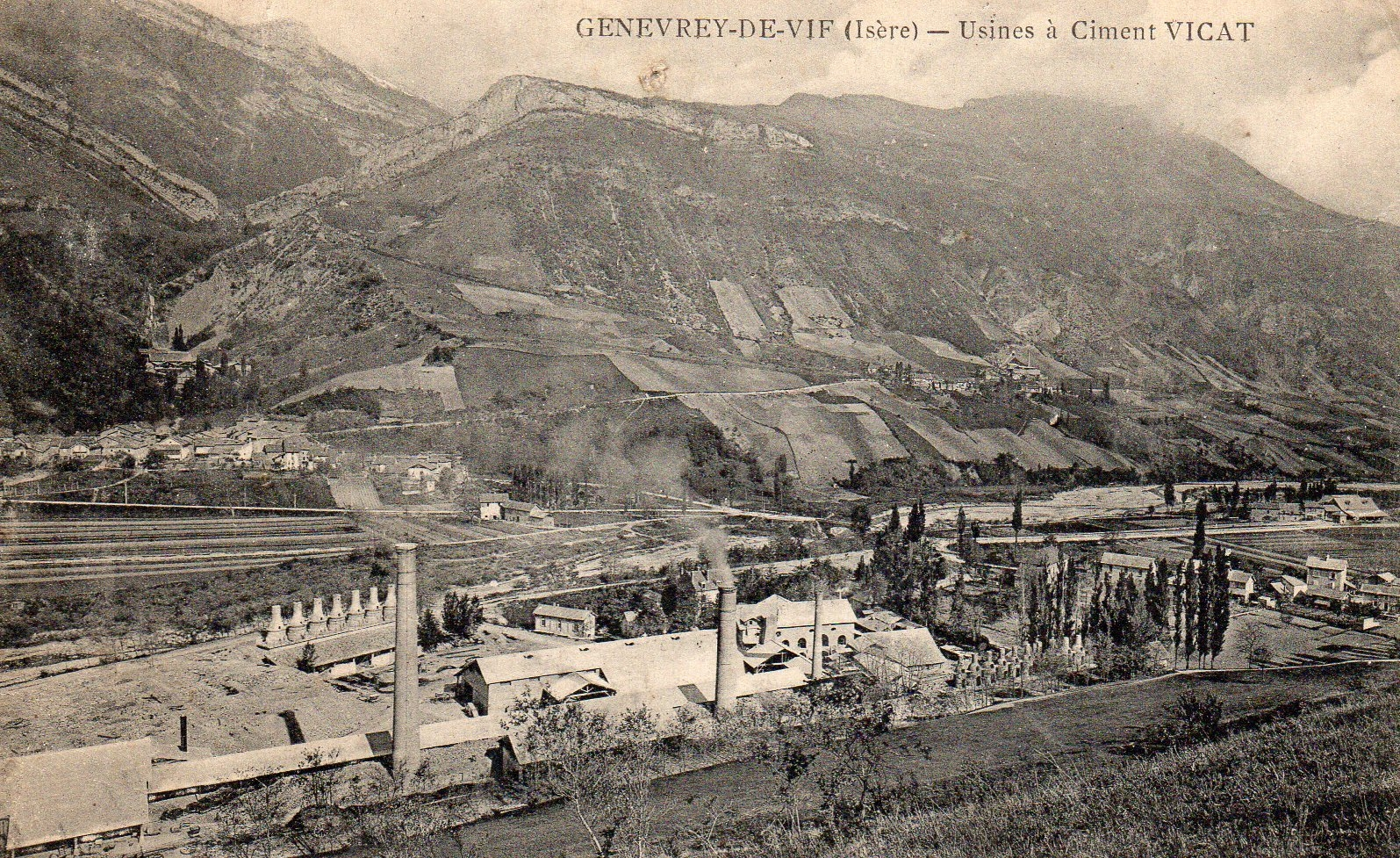
La cimenterie en 1914 (carte postale).

En 1911, un transporteur par câble (ou télébennes) est construit entre la carrière de Champrond et l'actuel lieu-dit de « l'Usine Nord » pour remplacer les tombereaux ne convenant plus à la cadence d'extraction. Le calcaire, une fois arrivé à l'Usine Nord, était conduit par un chemin de fer à voie étroite jusqu'à la cimenterie le long de la Traverse des Bateaux.

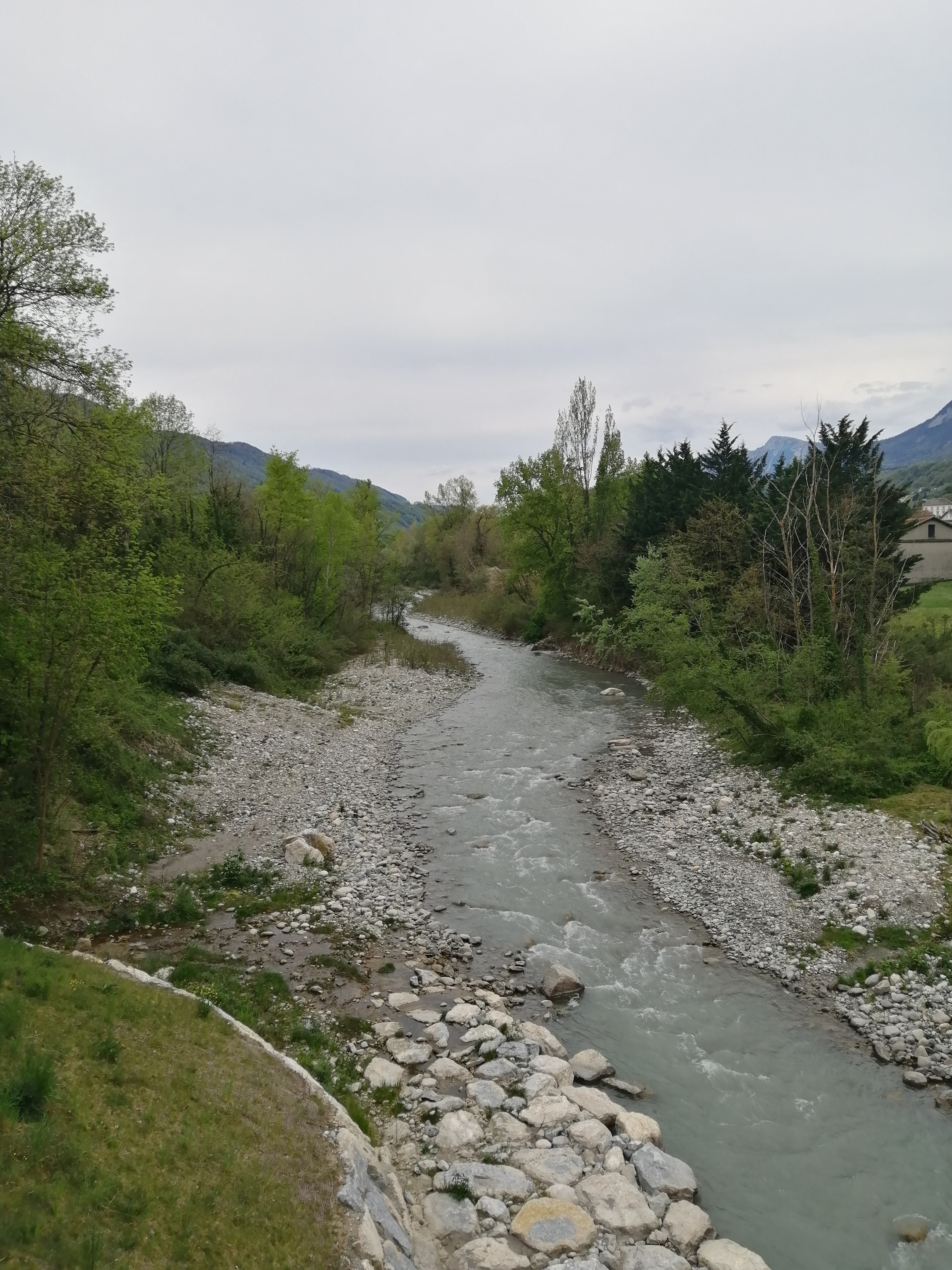
La Gresse au niveau du Pont de Genevrey.

En 1920, la compagnie Vicat absorbe la société cimentière d'Anatole Berthelot, son plus grand concurrent de la vallée. La même année, Vicat devient une société anonyme ainsi que première entreprise de ciment dans la région. 
En 1928, un nouveau transporteur par câble est construit, mais cette fois-ci directement des carrières à la cimenterie. 
Après avoir surmonté la crise de 1930, Vicat fait construire à partir de 1937 une usine plus moderne sur l'ancienne déjà existante.  
En 1941, sous l'occupation italienne de Vif, les directeurs de la cimenterie M. Merceron-Vicat et M. Raymond sont arrêtés et transférés en Italie à la suite de l'affaire des « canons du Champa », qui se résulte par la découverte de canons cachés par la Résistance dans de vieux fours à chaux situés près des galeries d'extraction du Champa. Ils seront relâchés peu de temps après.  
Entre 1960 et 1976 travaillaient entre 220 et 170 ouvriers dans l'usine et les carrières. 
L'usine, devenue vétuste, fut peu à peu délaissée autour de 1973 au profit des autres usines Vicat implantées à Saint-Egrève et Voreppe avant de fermer définitivement en 1976. Pendant près de 23 ans, les bâtiments de la cimenterie restent à l'abandon, tombent en ruine et ne deviennent plus qu'un site industriel désaffecté. 
Autour du mois de mai 1999, la cimenterie est finalement rasée. 

#### Vestiges actuels (XXIesiècle)
Aujourd'hui, il ne reste plus que les fours-biberons qui sont le témoignage de la présence de la cimenterie construite par le fils de Louis Vicat dans le but de fabriquer du ciment à prise lente ainsi que l'ancien bâtiment d'une halle couverte dotée d'une belle charpente. Le site est aujourd'hui une friche industrielle interdite d'accès.

## Galerie

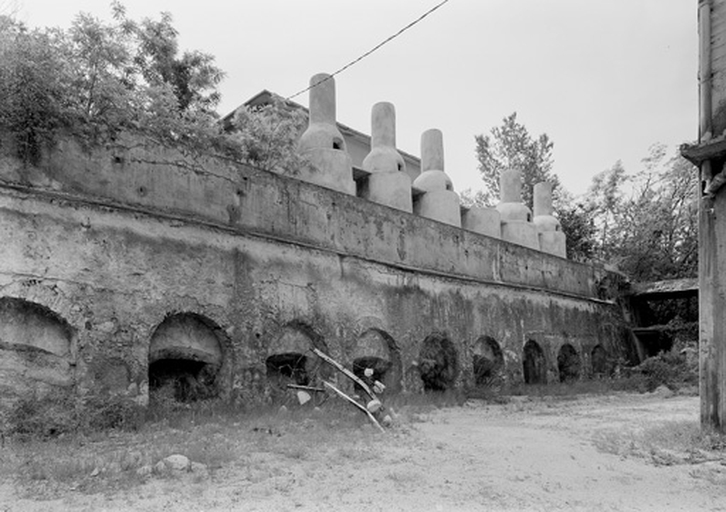
Les fours-biberons après la fermeture de l'usine.
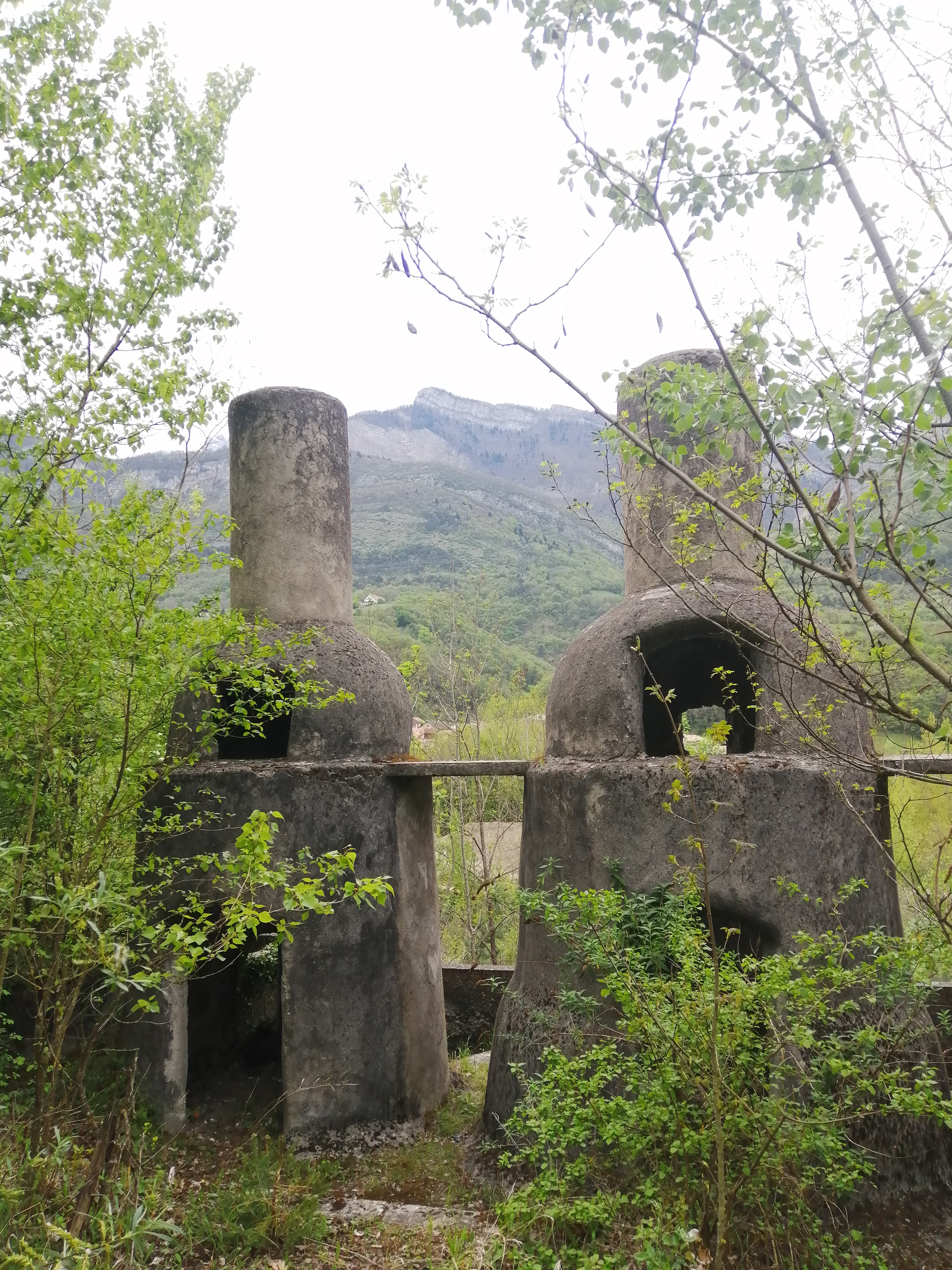
Détail de deux fours-biberons.
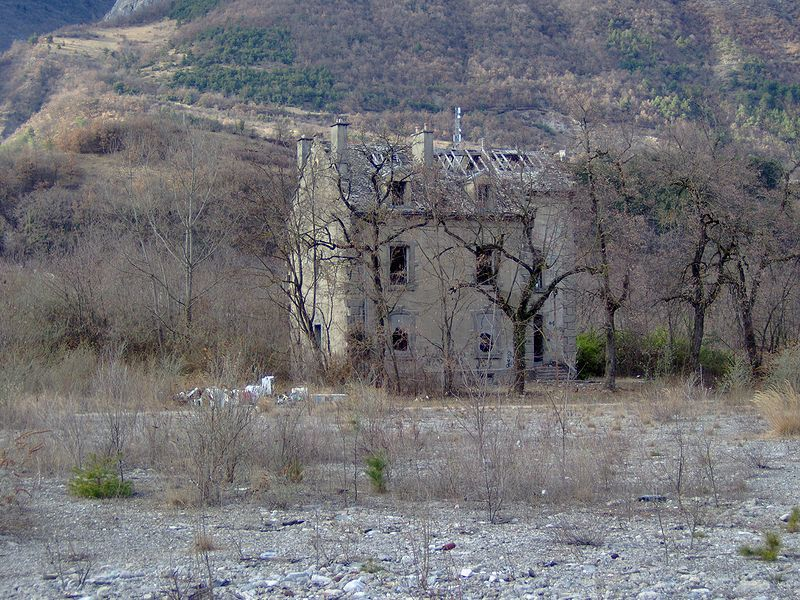
Maison du directeur de la cimenterie en 2008.
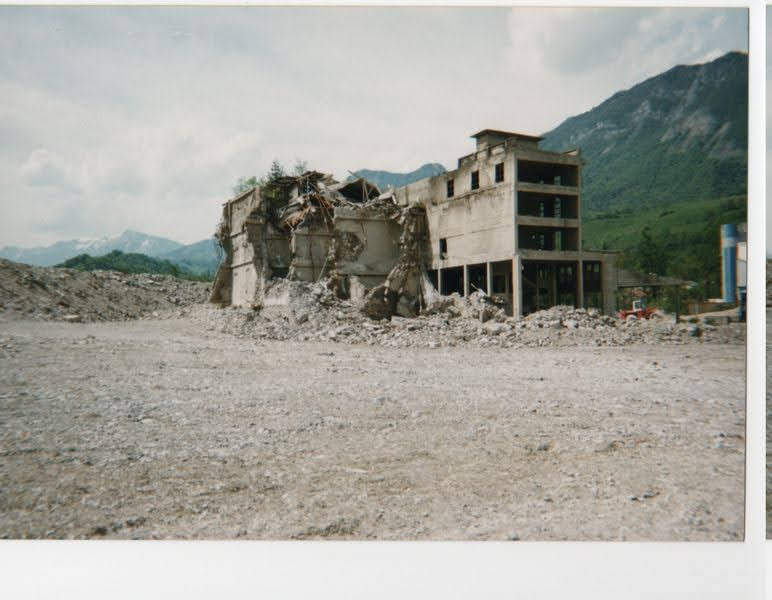
Démolition de la cimenterie en mai 1999.